# Juan Talavera y de la Vega
Pour les articles homonymes, voir Talavera (homonymie).
Juan Talavera y de la Vega est un architecte espagnol du XIXe siècle.

## Biographie
Né à Séville, il fut l'architecte d'Antoine d'Orléans, duc de Montpensier, sous les ordres duquel il modifia et révisa certaines des dépendances du Palais de San Telmo. Il édifia notamment le Costurero de la Reina vers 1893. Il intervint également dans la construction du Palais d'Orléans-Bourbon à Sanlúcar de Barrameda, résidence d'été du duc.
Il fut professeur de l'École des Beaux-Arts et membre de l'Académie royale des Beaux-Arts de Sainte Élisabeth de Hongrie. Il épousa Carmen Heredia Yuste, riche gitane d'Écija. De leur union naquit notamment Juan Talavera y Heredia qui devint, comme architecte, un représentant notoire du régionalisme andalou de la première moitié du XXe siècle.
En 1881, il rédigea à la demande de la municipalité de Séville un projet de défense de la ville contre les inondations, dans lequel il proposa notamment la construction d'un mur de protection autour de la ville.

## Œuvres notoires
- Théâtre Cervantes de Séville (1873), actuel cinéma Cervantes.
- Ornementation de la Loge du Conseil (Palco de la Diputación) des arènes de la Real Maestranza de Caballería de Séville (1880-1881)
- Costurero de la Reina (vers 1893)

## Sources
- (es) Cet article est partiellement ou en totalité issu de l’article de Wikipédia en espagnol intitulé « Juan Talavera y de la Vega » (voir la liste des auteurs).